# 忍 (佛教)
忍，音譯孱提，又譯忍辱、忍耐，佛教術語，有忍耐、原諒等意思，也有智慧的意思。六波羅密中的忍辱，即是作忍耐來解釋；四加行中的忍，則是智慧之意。

## 概論
日本學者櫻部建與佐木現順認為，在梵文中，忍有雙重意義，可以解釋為忍受、支持、認可等，也就是意志力上的承受、忍耐、忍辱。此外，也可以解釋為意樂，愛好，是一種慧相，與知見，智慧相關。
當作為忍耐之意思，意指在遭遇逆境時，心境保持平和，不會想傷害人，不起瞋恨跟執著。
當作為智慧來解釋時，忍意指能增長善法，能理解四諦的智慧，可分為生忍、法忍二者，大乘佛教則加上無生法忍。

## 忍辱的果報
佛經上說修行忍辱可以得到端正的善果報。如：
- 《佛說罪福報應經》卷1：「為人端正顏色潔白暉容第一，手體柔軟口氣香潔，人見姿容無不歡喜，視之無厭，從忍辱中來。」[4]
- 《優婆塞戒經》卷7〈25 羼提波羅蜜品〉：「善男子！若有智人樂修忍辱，是人常得顏色和悅，好樂喜戲，人見歡喜，睹之無厭；」[5]

## 忍與懺
忍與懺有同個詞根，譯經師義凈認為懺（懺摩）的本意就是請求他人忍耐自己的過錯。